# Aeroportul Municipal Blanding
Aeroportul Municipal Blanding (IATA: BDG, ICAO: KBDG, FAA LID: BDG) este un aeroport din Utah, Statele Unite ale Americii ce deservește zona Blanding⁠(d). A fost numit după zona deservită.
Situat la o altitudine de 1.788 m, aeroportul dispune de 1 pistă.

## Infrastructură

### Piste
Aeroportul dispune de o singură pistă. Pista 17/35 are suprafața de asfalt și dimensiunile 5.781 picioare × 75 picioare. 